# Lars von Engeström
Lars von Engeström (Stoccolma, 24 dicembre 1751 – Tarnowo Podgórne, 19 agosto 1826) è stato un politico e diplomatico svedese.

## Biografia
Diplomatico presente dal 1782 al 1787 a Vienna, dal 1788 al 1792 a Varsavia, dal 1793 al 1795 a Londra, nel 1796 venne nominato ambasciatore nella capitale britannica. A seguito dell'istituzione del Ministero degli affari esteri, venne richiamato in patria dove ricoprì il ruolo di ministro per quindici anni, dal 1809 al 1824.
Nel 1810 venne eletto membro dell'Accademia svedese.